# CK Весов
CK Весов (лат. CK Librae) — одиночная переменная звезда в созвездии Весов на расстоянии (вычисленном из значения параллакса) приблизительно 14600 световых лет (около 4476 парсеков) от Солнца. Видимая звёздная величина звезды — от +16m до +14,3m.

## Характеристики
CK Весов — красная пульсирующая полуправильная переменная звезда (SR) спектрального класса M. Эффективная температура — около 3200 К.